# Street fashion
Street fashion è la moda inventata e indossata da giovani, piuttosto che dai designer di moda, spesso associata a stili popolari di musica e danza o con le sottoculture urbane.

## Definizione
Esistono due note definizioni per descrivere la "moda di strada":
1. Il Giappone ha cominciato a emulare la moda occidentale durante la metà del XIX secolo. Entro l'inizio del XXI secolo era alterato in ciò che oggi è noto come 'street fashion'. Il termine “street fashion“ è usato per descrivere una particolare tendenza di moda, dove chi indossa abiti li personalizza con l'adozione di un misto di tendenze attuali e tradizionali. Tali abiti sono generalmente fatti in casa con l'uso di materiale acquistato presso negozi. Street fashion giapponese comprende movimenti simultanei di moda molto diversi in un dato momento. Per esempio, le Harajuku Girls hanno una moda di strada: Japanese Anime è il loro modo di vestire e serve a loro per mostrare la loro personalità e il loro amore per Japanimation e Manga.
2. Street fashion è un termine inglese usato per descrivere la moda che si ispira e si appropria di tendenze derivanti dall'abbigliamento di strada.  È una moda personale, che esprime la propria personalità in modo trendy e cool. Fashion Street è generalmente associata alla cultura giovanile ed è più spesso vista nei grandi centri urbani. La maggior parte delle più importanti sottoculture giovanili sono state caratterizzate da un particolare stile di abbigliamento.

Tra le varie tendenze vi sono:
- Hippy (jeans, t-shirt, capelli lunghi, fiori e immagini psichedeliche, pantaloni tutti colorati)
- Teddy Boy (blazer scuri, gilet in broccato, blue jeans a sigaretta usurati, scarpe di cuoio)
- Abbigliamento punk (vestiti strappati, spille da balia, piercing, provocatorio slogan sulla T-shirt, acconciatura Mohican)
- Skinhead (capelli tagliati corti, jeans, polo Fred Perry, giubbotti Harrington, stivali Dr. Martens)
- Fitness Chic[1] (interpreta in maniera glamour il vestire fitness ed è adatto ad ambienti non solo sportivi)
- Moda gotica (abbigliamento nero, cappotti pesanti, stivaloni, trucco scuro)
- Moda hip hop (jeans Levis 501, scarpe Nike, magliette larghe)
- Moda Metal (capelli lunghi, T-shirt gruppi musicali, borchie, anfibi)

Inoltre queste sottoculture giovanili si formerebbero proprio a partire da stili e correnti della musica pop. Esse sono perciò definite da consumi musicali e atteggiamenti stilistici ben definiti e che soprattutto le differenziano dalla cosiddetta "cultura egemone".

## Homeless street fashion
La homeless street fashion è una delle ultime tendenze della street fashion. Il fenomeno prende ispirazione dallo stile homeless e bohémien. Durante la settimana milanese della moda, aperta nel gennaio 2010, la stilista Vivienne Westwood ha inaugurato la collezione invernale dichiarando di aver disegnato tutta la sua collezione come se fosse una senzatetto. Anche la casa stilistica D&G vi ha partecipato, proponendo un'inedita "Man Winter Collection 2010" influenzata dalla homeless street fashion. Lo "stile vagabondo" è stato protagonista anche nella linea di abbigliamento RVCA – “video camera in tow”, creata nel 2009 da Erin Wasson. La topmodel dichiara alla stampa: 
 e sul New York Magazine viene pubblicato l'articolo: 
Nella cinematografia, Ben Stiller precede il fenomeno e produce nel 2001, Zoolander film-parodia del mondo della moda. Nella parte finale della pellicola, viene inscenata una sfilata dal nome "Derelicte" che prende ispirazione proprio dallo stile di strada di prostitute e vagabondi. 
Non solo la moda dei senzatetto ma, anche la homeless lifestyle fa notizia. È stata infatti sviluppata un'applicazione Apple per iPhone chiamata "iHobo", che ha come intento quello di riprodurre i momenti di vita di un senzatetto, farlo mangiare, riscaldarlo e tenerlo fuori dai guai, come in un Tamagotchi. Il ricavato dagli acquisti di quest'applicazione, nata a fine maggio 2010, sarà devoluto ad un'associazione benefica. Personaggio simbolo della homeless street fashion è il Brother Sharp, un senzatetto cinese divenuto famoso per gli inusuali accostamenti di vestiario.CafePress, sito americano di vendita online, ha creato anche una linea d'abbigliamento e d'oggettistica a lui dedicata: “Brother Sharp – The Street Fashion”, che come decoro porta sia l'immagine che il celebre nickname del "principe mendicante".